# Muhamed Toromanović
Muhamed Toromanović (Cazin, 9 de abril de 1984) es un jugador de balonmano bosnio que juega de pívot en el RK Bosna Sarajevo. Es internacional con la selección de balonmano de Bosnia y Herzegovina.
Participó en el Campeonato Mundial de Balonmano Masculino de 2015.

## Palmarés

### Bosna Sarajevo
- Liga de balonmano de Bosnia y Herzegovina (3): 2006, 2007, 2008
- Copa de balonmano de Bosnia y Herzegovina (2): 2004, 2008

### Kolding
- Liga danesa de balonmano (1): 2009

## Clubes
- RK Bosna Sarajevo (2003-2008)
- KIF Kolding (2008-2011)
- Orlen Wisła Płock (2011-2014)
- US Créteil HB (2014-2018)
- RK Gračanica (2018-2019)
- HC Bosna Visoko (2019)
- RK Slavija Istočno Sarajevo (2020)
- RK Bosna Sarajevo (2020- )